# Kanał Łaba-Hawela
Kanał Łaba-Hawela (niem. Elbe-Havel-Kanal) jest drogą wodną budowaną na raty począwszy od XVIII wieku. Jego protoplastą był zbudowany w połowie XVIII wieku Plauer Kanal. Drugi segment stanowił Ihlekanal. Obecna nazwa Kanał Łaba-Hawela po raz pierwszy została użyta w 1920 roku. Przyłączenie tego kanału do Kanału Śródlądowego nastąpiło w 1934 roku.
Kanał ma swój początek na 326 km drogi wodnej zachód-wschód, zaraz za Śluzą Hohenwarthe, tam gdzie kończy się Kanał Śródlądowy – Mittellandkanal z którym łączy się wiaduktem wodnym wybudowanym na Łabą. Kończy się ujściem do jeziora Wendsee na 379 km tej drogi. Ma dwa połączenia z Łabą: na 326 km + 0,5 km (Śluza Niegripp) oraz na 351 km + 3,5 km (Śluza Parey).

## Śluzy

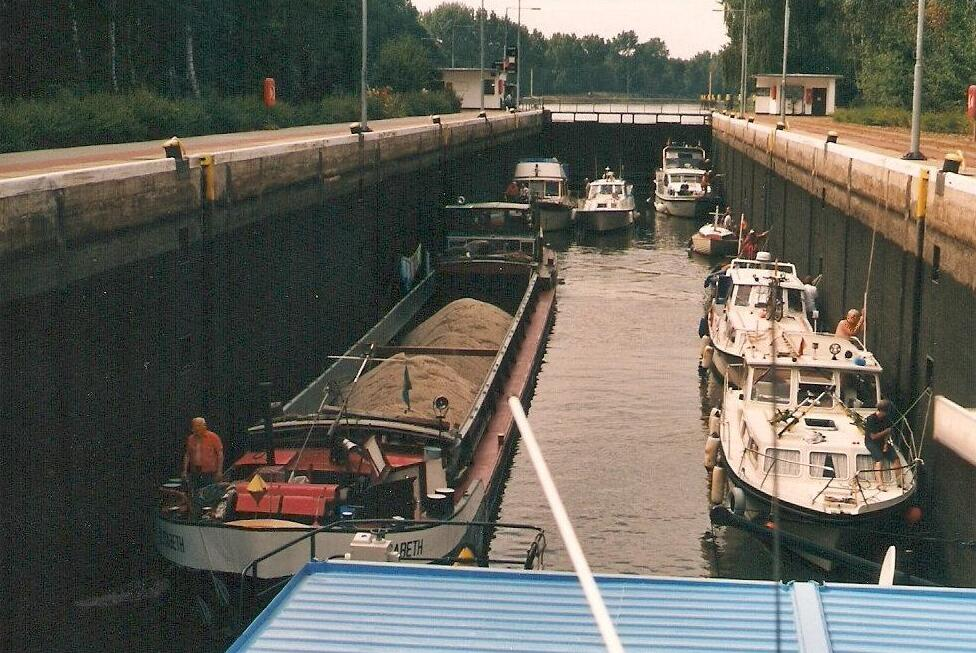
Śluza Zerben, widok od strony zachodniej

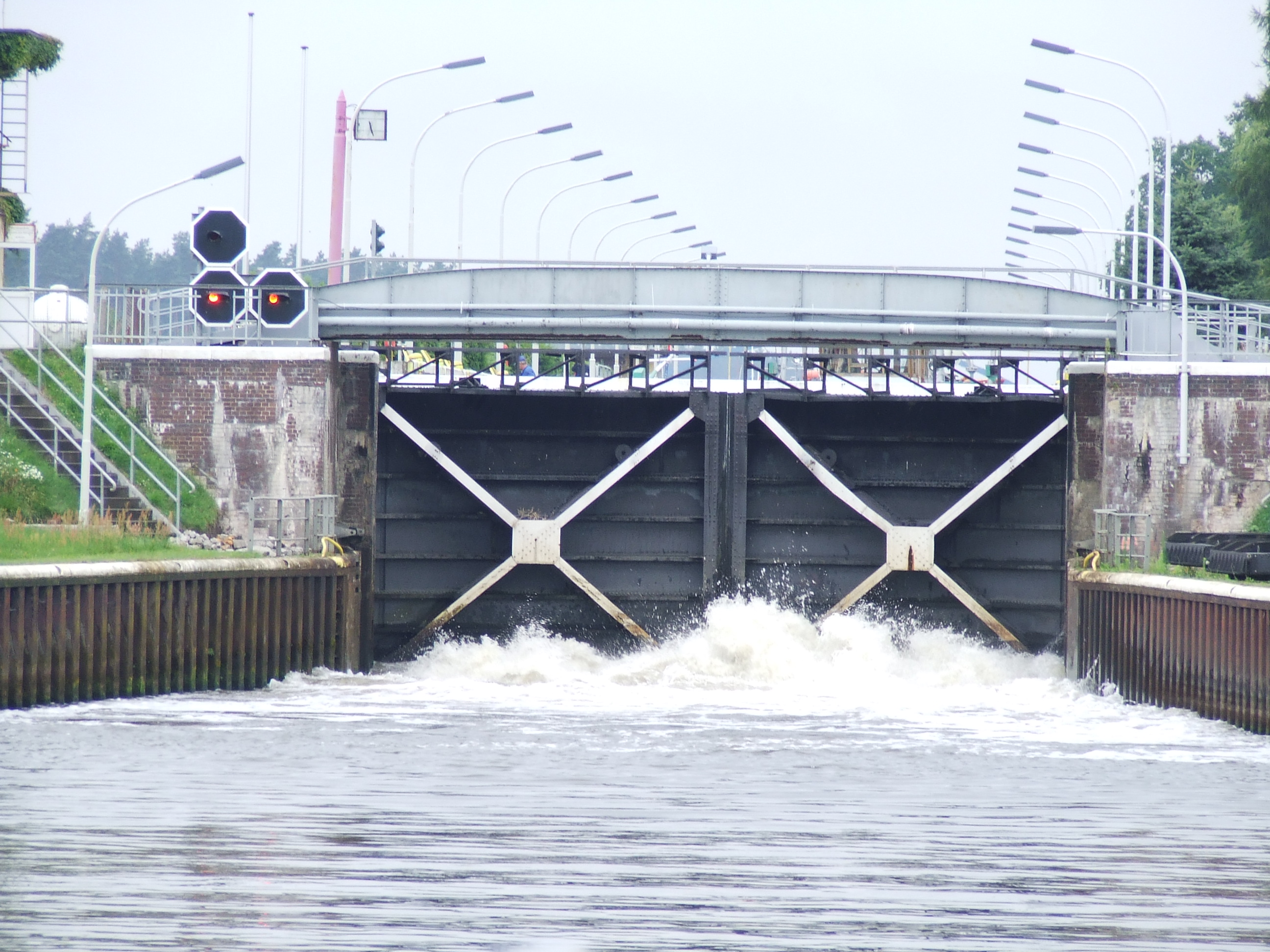
Śluza Wusterwitz

- Śluza Hohenwarthe, dwukomorowa, ostatnia na Kanale Śródlądowym – Mittellandkanal
- Śluza Niegripp, 326 km + 0,5 km, dł. 165 m, szer. 12m, wysokość podnoszenia 1,5 – 5,0 m. Śluza łączy kanał z Łabą. Podczas wysokiej wody na Łabie śluza jest zamykana.
- Śluza Zerben, 345,3 km, dł. 225 m, szer. 12m, wysokość podnoszenia 3,5 – 6,0 m.
- Śluza Parey, 351km + 3,5 km, dł. 147 m, szer. 8,2m, wysokość podnoszenia 1,0 – 5,0 m. Śluza łączy kanał z Łabą. Podczas wysokiej wody na Łabie śluza jest zamykana.
- Śluza Wustterwitz, 377 km, dł. 225 m, szer. 12m, wysokość podnoszenia 5,5 – 5,0 m.